# Skapliso-Gletscher
Der Skapliso-Gletscher (bulgarisch Ледник Скаплизо Lednik Skapliso) ist ein 4 km langer und 1,5 km breiter Gletscher auf Clarence Island im Archipel der Südlichen Shetlandinseln. Er fließt von den Hängen des Mount Irving und des Duclos-Guyot Bluff auf der Westseite des Urda Ridge südlich des Giridawa-Gletschers in westnordwestlicher Richtung zum Südlichen Ozean, den er nordöstlich des Chichil Point erreicht.
Britische Wissenschaftler kartierten ihn 1972 und 2009. Die bulgarische Kommission für Antarktische Geographische Namen benannte ihn 2014 nach der thrakischen Ortschaft Skapliso im Südwesten des heutigen Bulgariens.